# Анідулафунгін
Анідулафунгін — напівсинтетичний протигрибковий препарат з групи ехінокандинів, що є похідними ліпопептидів для парентерального застосування. Анідулафунгін розроблений компанією «Vicuron Pharmaceuticals», яка пізніше увійшла до складу компанії «Pfizer», та затверджений FDA 21 лютого 2006 року.

## Фармакологічні властивості
Анідулафунгін — напівсинтетичний протигрибковий препарат з групи ехінокандинів. Препарат має фунгіцидну дію, що полягає в інгібуванні синтезу (1,3)-β-D-глюкану, що є важливим компонентом клітинної стінки багатьох патогенних грибків. До препарату чутливі грибки роду Candida spp., а також Aspergillus fumigatus. Даних за чутливість інших грибків до препарату немає.

### Фармакокінетика
Після внутрішньовенного введення анідулафунгін швидко розподіляється в організмі, біодоступність препарату становить 100%. Анідулафунгін на 99% зв'язується з білками плазми крові. Дані за розподіл в тканинах організму відсутні, тому невідомо, чи проникає препарат через гематоенцефалічний бар'єр. Анідулафунгін проникає через плацентарний бар'єр та виділяється в грудне молоко. Препарат не метаболізується в печінці, відбувається лише повільний фізіологічний розпад препарату в тканинах організму. Виводиться анідулафунгін з організму переважно з жовчю, а також із калом і сечею у вигляді метаболітів. Виведення анідулафунгіну з плазми крові повільне, складається з кількох фаз. Період напіввиведення препарату в основній фазі становить 24 години, в кінцевій фазі становить 40—50 годин. Період напіввиведення препарату не змінюється у осіб з печінковою та нирковою недостатністю.

## Показання до застосування
Анідулафунгін застосовується при інвазивному кандидозі (включаючи кандидозну септицемію) без нейтропенії.

## Побічна дія
При застосуванні анідулафунгіну можливі наступні побічні ефекти:
- Алергічні реакції — часто (1—10%) висипання на шкірі, свербіж шкіри; нечасто (0,1—1%) еритема шкіри, бронхоспазм, кропив'янка, гарячка, набряк Квінке.
- З боку травної системи — часто (1—10%) нудота, блювання, діарея; рідко (0,01—0,1%) болі в животі, запор, метеоризм, холестаз, гепатомегалія, жовтяниця, токсичний гепатит.
- З боку нервової системи — часто (до 2%) головний біль, судоми; нечасто (менше 1%) запаморочення, парестезії, порушення зору.
- З боку серцево-судинної системи — часто (1—10%) припливи крові до обличчя; нечасто (0,1—1%)тахікардія, аритмія, фібриляція передсердь, серцева недостатність, артеріальна гіпо- або гіпертензія, набряки.
- З боку дихальної системи — нечасто (до 1%) задишка, кашель.
- З боку сечовидільної системи — може спостерігатися минуча ниркова недостатність.
- З боку опорно-рухового апарату — нечасто (до 1%) болі в спині.
- Зміни в лабораторних аналізах — часто (1—10%) нейтропенія, гіпокаліємія, підвищення рівня креатиніну та сечовини в крові, підвищення рівня білірубіну в крові, підвищення активності амінотрансфераз,  лужної фосфатази, гамма-глютамілтранспептидази (ГГТП) в крові; нечасто (до 1%) анемія, тромбоцитопенія, лейкопенія, еозинофілія, лімфопенія, тромбоцитоз, гіпомагніємія, гіперглікемія.
- Місцеві реакції — рідко (0,01—0,1%) флебіт, болючість у місці ін'єкції.

## Протипокази
Анідулафунгін протипоказаний при підвищеній чутливості до ехінокандинів. Препарат не застосовують в педіатричній практиці. При вагітності та годуванні грудьми застосовують з обережністю.

## Форми випуску
Анідулафунгін випускається у вигляді порошку в флаконах для ін'єкцій по 0,1 г.